# Bourlon
Bourlon är en kommun i departementet Pas-de-Calais i regionen Hauts-de-France i norra Frankrike. Kommunen ligger i kantonen Marquion som tillhör arrondissementet Arras. År 2022 hade Bourlon 1 148 invånare.

## Befolkningsutveckling
Antalet invånare i kommunen Bourlon
| Referens: INSEE |